# Харари
Хара́ри (амх. ሐረሪ) — один из 12-ти регионов (штатов) Эфиопии, включающий в себя город Харэр и его ближайшие окрестности. Расположен на востоке страны. Ранее был известен под названием Регион 13.
Площадь региона составляет 333,94 км².

## Население
По данным Центрального статистического агентства на 2007 год, население региона составляет 183 415 человек: 92 316 мужчин и 91 099 женщин. Городское население насчитывает 99 368 человек (54,18 %). Плотность населения составляет 589.05 чел/км². В регионе насчитывается 46 169 отдельных хозяйств, таким образом, в среднем приходится 3,9 человека на одно хозяйство (3,4 человека — в городских хозяйствах и 4,6 человека — в сельских хозяйствах).
Основные этнические группы: оромо (56,41 %); амхара (22,77 %); харари (8,65 %); гураге (4,34 %); сомалийцы (3,87 %); тиграи (1,53 %) и аргобба (1,26 %). 56,84 % населения говорят на языке оромо; 27,53 % — на амхарском; 7,33 % — на языке харари; 3,70 % — на сомалийском. 68,99 % населения исповедуют ислам; 27,1 % — христиане-монофизиты; 3,4 % — протестанты; 0,3 % — католики и 0,2 % — придерживаются иных религиозных убеждений.
По данным прошлой переписи 1994 года население составляло 131 139 человек, из них 65 550 мужчин и 65 589 женщин. Городское население насчитывало 76 378 человек (58,24 %).
По данным CSA на 2004 год, 73,28 % населения имеют доступ к чистой питьевой воде (39,83 % в сельской местности и 95,28 % в городах). Уровень грамотности составляет 78,4 % для мужчин и 54,9 % для женщин. Детская смертность составляет 66 на 1000 родившихся (что значительно ниже среднего по стране показателя 77 на 1000). По крайней мере половина этих смертей приходится на первый месяц жизни ребёнка.